# Giardini pensili di Babilonia

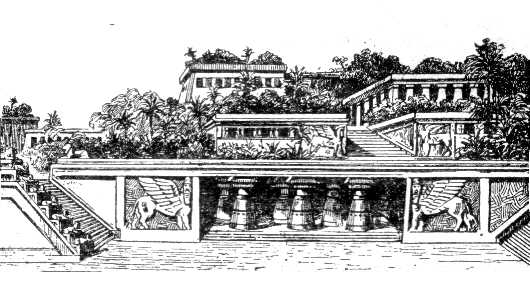
Babilonia secondo una interpretazione del XX secolo d.C.

I giardini pensili di Babilonia sono tra le sette meraviglie del mondo classico. 
Secondo la tradizione, vennero edificati intorno al 590 a.C. dal re Nabucodonosor II   nell'antica città di Babilonia, vicino all'odierna Baghdad; alcuni storici, tuttavia, non sono certi della loro localizzazione e persino della loro reale esistenza.

## Localizzazione
La questione della localizzazione dei giardini è ancora oggi irrisolta e gli studi, ancora in corso, hanno lasciato emergere le più varie ipotesi, tra cui anche quella che Babilonia non ospitasse affatto una delle Sette Meraviglie del mondo antico, poiché le fonti antiche, pur concordando nella descrizione dei giardini, non ne forniscono alcuna localizzazione precisa all'interno della città.
Una prima teoria fu fornita dall'archeologo tedesco Robert Koldewey, il primo a condurre scavi sul sito, tra il 1890 e il 1917 d.C. Egli teorizzò che i giardini dovessero trovarsi nell'angolo nordorientale del Palazzo Meridionale, poiché in quel luogo egli aveva portato alla luce un'enorme struttura coperta da volte a botte e composta da quattordici stanze, cui il muro stesso di recinzione faceva da delimitatore. Determinante fu il ritrovamento, in uno di questi ambienti, di un pozzo con dei fori, prontamente ricondotto al sistema di approvvigionamento idrico. Tale teoria aveva però il suo limite nella lontananza del sito dall'Eufrate, cui l'acqua veniva attinta per l'irrigazione, e nel fatto che l'accesso ai giardini poteva avvenire solo attraversando stanze private e uffici. Inoltre, con il proseguire degli scavi, sembrò più plausibile che le stanze portate alla luce dal Koldewey fossero ambienti destinati allo stoccaggio di merci.
Una seconda teoria fu avanzata da D.J. Wiseman, che colloca i giardini "sopra e a settentrione della grande muratura a ovest" del Palazzo Sud, dalla quale si sarebbero estesi i giardini, presso le rive dell'Eufrate.
Nella prima metà degli anni novanta lo studioso D.W.W. Stevenson propose un'altra tesi (affermava infatti che i giardini non potessero trovarsi dove indicava il Wiseman poiché all'epoca di costruzione l'Eufrate aveva già coperto la zona in questione) secondo cui i giardini sarebbero stati un edificio a terrazze indipendente ma molto vicino al Palazzo Meridionale, e probabilmente a sud di esso. Di questa struttura non abbiamo, a tutt'oggi, traccia alcuna.
Da più recenti studi è emersa anche la teoria – sostenuta da Stephanie Dalley – secondo cui i giardini non sarebbero stati affatto situati in Babilonia, ma nella vicina città di Ninive. La Dalley ravvede nelle fonti classiche una confusione tra Babilonia e Ninive dovuta al fatto che il passaggio dal potere assiro a quello babilonese non fosse stato percepito come una soluzione di continuità dagli autori classici, che continuavano ad individuare un generico "regno di Assiria" che aveva semplicemente cambiato capitale. Inoltre, le fonti babilonesi tacciono del tutto riguardo all'esistenza stessa dei giardini, mentre le fonti assire testimoniano di importanti lavori idrici a Ninive sotto Sennacherib (668-630 a.C.) nonché della presenza di giardini presso le rive del Khosr.
Babilonia era circondata da una doppia cinta di mura, interrotta dalla porta di Ishtar, attraverso la quale passava la strada principale di accesso alla città rivestita da mattonelle smaltate azzurre ed ornata con oltre 120 statue di leoni con le fauci spalancate; sopra la porta sono state rinvenute, dall'archeologo Robert Koldewey, le strutture a volta che costituivano la base di sostegno dei sovrastanti giardini sopraelevati e terrazzati.
Considerando che all'epoca l'utilizzo del terreno con colture diverse da quelle agricole era sicuramente inusuale, la progettazione dei giardini fu un'operazione culturale di largo respiro.

## Piante
Sebbene non vi siano prove archeologiche dirette, gli studiosi ipotizzano la presenza di un orto botanico con specie tipiche della regione e piante esotiche importate. Tra queste, le palme da dattero (Phoenix dactylifera), fondamentali per l’alimentazione e l’ombra che offrivano, e i melograni (Punica granatum), simbolo di fertilità e abbondanza. 
Anche alberi da frutto come il fico (Ficus carica), essenziale per la dieta locale, e l’ulivo (Olea europaea), prezioso per il suo olio, potrebbero aver adornato le terrazze dei giardini. Queste piante, insieme ad altre specie ornamentali e medicinali, contribuivano a creare un ambiente lussureggiante, mantenuto grazie a un complesso sistema idraulico che, tra l'altro, doveva sollevare l'acqua dal fiume. 
I terrazzamenti per ricavare i giardini furono costruiti interamente in pietra e vengono citati anche da Erodoto.

## Irrigazione
L'impianto di irrigazione fu per la prima volta oggetto di studio da parte di D.W.W. Stevenson che, basandosi esclusivamente sulla descrizione degli autori classici, ipotizzò che il sistema adottato fosse quello detto noria, metodo di cui si trovano tracce in Oriente già a partire dal XIV secolo a.C. Nel caso dei giardini di Babilonia, esso doveva essere applicato in questo modo: alla base della scalinata dei giardini vi erano due grandi bacini che ricevevano acqua dall'Eufrate per mezzo di conduttori sotterranei . Ai bacini erano connesse delle ruote di legno o vasi d'argilla,quando le ruote venivano azionate dalla forza umana, queste ultime si riempivano per poi lasciar ricadere l'acqua in un collettore sino al piano superiore, dove avveniva lo stesso procedimento, fino a raggiungere il livello più alto. Qui si trovava una cisterna da cui l'acqua poteva facilmente essere ridistribuita, attraverso condotti a caduta, a tutta la superficie dei giardini, sia a scopi irrigui che con funzione ornamentale.

## Influenza culturale
- Nei giardini pensili di Babilonia sono ambientate alcune scene dell'opera Semiramide[4] scritta da Gioachino Rossini su libretto di Gaetano Rossi (da Semiramide di Voltaire), rappresentata al Teatro La Fenice di Venezia il 3 febbraio 1823.
- Dalle gazzette d'epoca si apprende che nella scenografia progettata per la prima veneziana da Giuseppe Borsato i giardini babilonesi erano raffigurati da "basse costruzioni, due a uno e una a due piani, sovrastate da enormi piante pendule". Qui, seduta all'interno di un fiorito berceau, Semiramide può liberare al meglio il suo canto e dare vita alla celebre aria con susseguente cavatina Bel raggio lusinghier. Già una decina di anni prima di Semiramide, Rossini aveva ambientato nell'antica Babilonia un'altra delle sue opere, Ciro in Babilonia, o sia La caduta di Baldassare.
- Alla figura di Nabucodonosor II si ispirò invece Temistocle Solera per scrivere il libretto dell'opera Nabucco musicata da Giuseppe Verdi.
- Nella classica storia a fumetti Disney del 1960 "Paperino e le lenticchie di Babilonia", scritta e disegnata da Romano Scarpa, la natura pensile dei giardini di Babilonia si rivela essere l'elemento chiave per la risoluzione della trama, fatto che porta a un memorabile finale aperto.

- Nel videogioco Prince of Persia: I due troni un livello del gioco si svolge nei giardini pensili di Babilonia. Essi tuttavia non dovrebbero esistere, essendo il gioco ambientato secoli dopo la loro distruzione.
- Nella serie di videogiochi Civilization i giardini pensili sono una meraviglia disponibile per la costruzione.
- Un capitolo del videogioco Titan Quest si svolge nei giardini pensili di Babilonia.
- Nella versione "extended edition" del videogioco Rise of Nations i giardini pensili sono una meraviglia disponibile per la costruzione.
- Nella canzone Cowboy Like Me di Taylor Swift, dall’album Evermore (2020), la cantante cita i giardini pensili di Babilonia per spiegare l'impressione che il suo interesse amoroso ha lasciato su di lei. Tale immagine viene utilizzata per esprimere la bellezza e l'imponenza di questa figura, paragonandola a una delle sette meraviglie del mondo antico, anche se la sua reale esistenza è avvolta nel mistero.